# (36869) 2000 ST150
2000 ST150 (asteroide 36869) é um asteroide da cintura principal. Possui uma excentricidade de 0.08599050 e uma inclinação de 0.74238º.
Este asteroide foi descoberto no dia 24 de setembro de 2000 por LINEAR em Socorro.